# Ligne 125 (Infrabel)
Pour les articles homonymes, voir Ligne 125.
La ligne 125 est une ligne de chemin de fer belge reliant Liège à Namur. Elle forme une partie de la dorsale wallonne Liège-Namur-Charleroi-Mons-Tournai. La ligne étant raccordée à de nombreuses entreprises privées (sidérurgie dans les faubourgs de Liège, extraction de roche calcaire entre Huy et Namur), les convois de marchandises sont assez fréquents à côté des trains de voyageurs, puisqu'elle se trouve également entre les bassins industriels de Charleroi et de Liège.

## Historique
- La ligne fait l'objet d'une concession privée accordée le 20 juin 1845 à la Société des chemins de fer de Namur à Liège et de Mons à Manage avec leurs extensions[2] (également appelée Chemins de fer de Namur à Liège)[réf. nécessaire].
- L'essentiel de la ligne, soit les 58,4 kilomètres entre Namur et Val-Benoît ont été ouverts le 18 novembre 1850 par les Chemins de fer de Namur à Liège.
- la partie restante (1,1 km jusqu'à la gare de Liège-Guillemins) le 19 mai 1851.
- En 1855, la Compagnie du Nord - Belge - filiale de la Compagnie des chemins de fer du Nord française - reprend la ligne.
- Vers 1890, la gare en cul-de-sac de Huy est remplacée par une gare passante.
- Le 10 mai 1940, date d'entrée en guerre de la Belgique, l'exploitant privé est nationalisé pour raisons stratégiques.
- À l'occasion de l'électrification de la ligne, le tunnel à simple voie entre Huy et Statte est remplacé par un tunnel à double voie à proximité de l'existant
- À la même époque, une section de 4,8 km (entre Pont-de-Seraing et Flémalle-Grande) empruntant en partie l'assiette de l'ex ligne 32 fut mise en service le 27 avril 1970, induisant un déplacement de la gare de Jemeppe-sur-Meuse.

La ligne est électrifiée en 3000 V CC depuis le 23 septembre 1970.

## Trains
- IC D : [gare] de Mons - Namur - Liège-Guillemins - Herstal (matériel : AM 96)
- IC M : Bruxelles-Midi - Namur - Liège-Guillemins - Liers (matériel : automotrice AM96) automotrice M7 voiture pilote M4
- L (omnibus) :Liège-Guillemins - Namur (matériel : AM08 Desiro

Historiquement, la ligne était un maillon de la liaison internationale Paris - Cologne, parcouru notamment par des trains Trans Europ Express. Ce rôle a été perdu avec l'avènement des trains à grande vitesse et le service Thalys qui transite plus au nord et dessert Bruxelles.

## Trafic marchandise
Géographiquement, la ligne relie avec la ligne 130 les deux bassins industriels wallons de Liège et de Charleroi. Même si l'activité de ces bassins a sérieusement fondu, il y subsiste une activité sidérurgique partielle, essentiellement la "phase à froid" (la transformation en laminoirs des produits semi finis - brames d'acier brut - en produits finis - tôles, rails, fils -  qui nécessite beaucoup de transports, notamment depuis les sites de la  "phase à chaud" (hauts fourneaux). Elle desservait notamment divers sites de compagnies charbonnières liégeoises, dont ceux de la Société anonyme des Charbonnages de Gosson-Kessales et ceux de la Société anonyme des Charbonnages du Bois d'Avroy.
La ligne se trouve aussi sur un axe marchandise reliant l'industrie et les ports du nord de la France au centre de l'Allemagne (Ruhr).
Enfin, la roche calcaire dolomitique qui constitue les bords escarpés de la Meuse est l'objet d'une exploitation intense (notamment par les sociétés Sagrex (ex Gralex), filiale du groupe HeidelbergCement (à Marche-les-Dames et Hermalle-sous-Huy) et Carmeuse (à Seilles près d'Andenne et Moha), dont les produits sont notamment expédiés par le rail.

## Ouvrages d'art
- Tunnel de Corphalie : 371 mètres
- Tunnel de Huy (aussi appelé tunnel de Statte) : 230 mètres
- Tunnel de Sclaigneaux : 225 mètres